# ماي إسام
كان ماي إسام (بالإنجليزية: MyISAM)‏ محرك التخزين الافتراضي لإصدارات نظام إدارة قواعد البيانات الارتباطية ماي إس كيو إل قبل الإصدار 5. 5 الذي تم إصداره في ديسمبر 2009. يعتمد على كود ISAM الأقدم، لكنه يحتوي على العديد من الامتدادات المفيدة.
يتم تخزين كل جدول MyISAM على القرص في ثلاثة ملفات (إذا لم يكن مقسمًا). الملفات لها أسماء تبدأ باسم الجدول ولها امتداد للإشارة إلى نوع الملف. يستخدم ماي إس كيو إل ملف .frm لتخزين تعريف الجدول، لكن هذا الملف ليس جزءًا من محرك MyISAM؛ بدلا من ذلك هو جزء من الخادم. ملف البيانات له امتداد .MYD (MYData). ملف الفهرس له ملحق .MYI (MYIndex). يمكن دائمًا إعادة إنشاء ملف الفهرس، في حالة فقده، عن طريق إعادة إنشاء الفهارس.

## وصلات خارجية
- الموقع الرسمي